# Präsidentschaftswahl in Island 2020

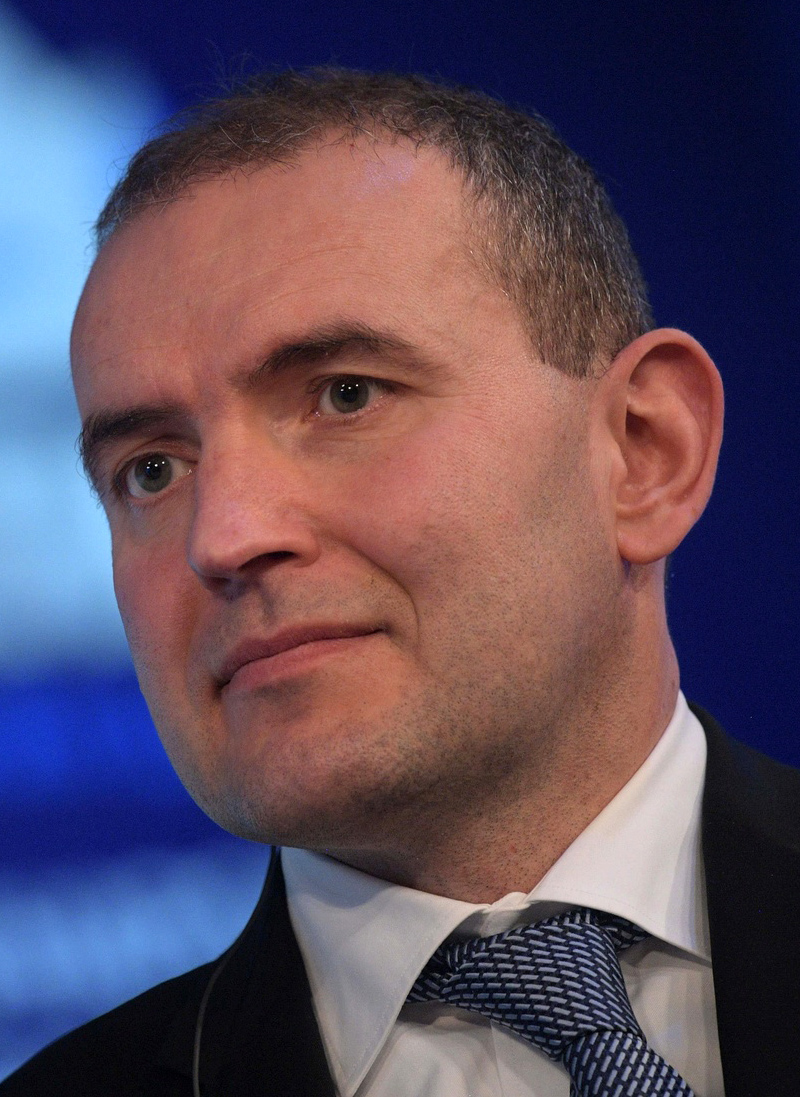
Wahlgewinner Guðni Th. Jóhannesson (2017)

Die Präsidentschaftswahl in Island 2020 fand offiziell am 27. Juni 2020 statt, wurde jedoch gestaffelt ab dem 25. Mai 2020 durchgeführt. Das isländische Staatsoberhaupt wurde für einen Zeitraum von vier Jahren gewählt. Die Kandidaten waren der Amtsinhaber Guðni Th. Jóhannesson und Guðmundur Franklín Jónsson. Die Wahl wurde bei einer Wahlbeteiligung von landesweit 66,9 Prozent mit 92,2 Prozent der Stimmen von Guðni Th. Jóhannesson gewonnen.

## Kandidaten

### Bestätigte Kandidaten
Guðni Th. Jóhannesson, seit dem 1. August 2016 amtierender Präsident Islands, trat zur Wiederwahl an. Als einziger Gegenkandidat bestätigt wurde Guðmundur Franklín Jónsson, Geschäftsmann und ehemaliger Vorsitzender der von 2010 bis 2016 bestehenden Rechts-Grünen Volkspartei. Weitere Personen, die ihre Kandidatur angekündigt hatten, hatten sie zurückgezogen oder erreichten nicht die von der isländischen Verfassung vorgeschriebene Mindestzahl von 1500 Unterstützern.

### Umfragewerte
Nach einer isländischen Gallup-Umfrage vom 3. Juni 2020 hätten 90,4 % der isländischen Wahlberechtigten Guðni Th. Jóhannesson für eine zweite Amtszeit gewählt. 9,6 % sprachen sich für Guðmundur Franklín Jónsson aus.

## Durchführung
Die persönliche Stimmabgabe in Wahllokalen war auch 2020 möglich, erfolgte jedoch nicht ausschließlich zum offiziellen Wahltermin vom 27. Juni, sondern ab dem 25. Mai gestaffelt in verschiedenen Lokalen, im Hauptstadtgebiet insbesondere im Einkaufszentrum Smáralind.

## Ergebnisse

Ergebnisse in grafischer Darstellung

Nachdem das Ergebnis des Südwestlichen Wahlkreises vorgelegen hatte, wurde das offizielle landesweite Ergebnis bekanntgegeben. Wahlsieger war in allen Landesteilen mit großer Mehrheit Guðni Th. Jóhannesson.
| Wahlkreis                                             | Guðni Th. Jóhannesson | Guðni Th. Jóhannesson | Guðmundur Franklín Jónsson | Guðmundur Franklín Jónsson | Stimmzettel | Stimmzettel | Stimmzettel | Beteiligung |
| Wahlkreis                                             | Stimmen               | Prozent               | Stimmen                    | Prozent                    | Leere       | Ungültige   | Insgesamt   | Beteiligung |
| ----------------------------------------------------- | --------------------- | --------------------- | -------------------------- | -------------------------- | ----------- | ----------- | ----------- | ----------- |
| Suðurkjördæmi (Südlicher Wahlkreis)                   | 21.098                | 90,3 %                | 2.276                      | 9,7 %                      | 656         | 191         | 24.221      | 64,7 %      |
| Suðvesturkjördæmi (Südwestlicher Wahlkreis)           | 44.630                | 92,8 %                | 3.461                      | 7,2 %                      | 1.083       | 286         | 49.460      | 68,0 %      |
| Norðausturkjördæmi (Nordöstlicher Wahlkreis)          | 18.535                | 93,4 %                | 1.317                      | 6,6 %                      | 549         | 113         | 20.514      | 69,1 %      |
| Reykjavíkurkjördæmi norður (Wahlkreis Reykjavík Nord) | 26.800                | 92,2 %                | 2.259                      | 7,8 %                      | 678         | 213         | 46.047      | 65,0 %      |
| Norðvesturkjördæmi (Nordwestlicher Wahlkreis)         | 13.301                | 92,0 %                | 1.150                      | 8,0 %                      | 382         | 55          | 14.888      | 69,2 %      |
| Reykjavíkurkjördæmi suður (Wahlkreis Reykjavík Süd)   | 26.549                | 91,9 %                | 2.334                      | 8,1 %                      | 695         | 210         | 29.788      | 66,5 %      |
| Island gesamt                                         | 150.913               | 92,2 %                | 12.797                     | 7,8 %                      | 4.043       | 1.068       | 168.821     | 66,9 %      |